# Гудавичюс, Эдвардас
Эдвардас Гудавичюс (лит. Edvardas Gudavičius; 6 сентября 1929, Каунас, Литва — 27 января 2020) — литовский историк. Лауреат Национальной премии Литвы по культуре и искусству (1998)

## Биография
Окончил Каунасский политехнический институт в 1953 году, работал инженером. В 39 лет окончил исторический факультет Вильнюсского университета (1968), с 1972 года — кандидат, с 1989 года — доктор исторических наук, с 1991 — профессор. С 1974 года работал в Институте истории АН Литвы.
Известный специалист по истории Литвы XIII—XVI веков. Исследовал социально-экономическую и политическую историю, материальную и духовную культуру Литвы, этногенез и этническую историю балтов, историографию Прибалтики феодального периода, проблемы источниковедения, дипломатии и др. Основные работы посвящены проблемам возникновения и формирования Великого княжества Литовского, военно-политическим отношениям Литвы с Тевтонским орденом, Статутам Великого княжества Литовского. Автор монографий «Отметины собственности и знаки в Литве в XVII—XX вв.» (1980), «Войны крестоносцев в Прибалтике и Литве в XIII в.» (1989), «Возникновение городов в Литве» (1991), книги «История Литвы с древних времён до 1569 года», многочисленных статей.
Эстонский историк Энн Тарвель однажды назвал Гудавичюса самым выдающимся медиевистом всех времен.